# جوليو سيزار دو ناسيمنتو
جوليو سيزار دو ناسيمنتو (بالبرتغالية: Júlio César do Nascimento‏) الشهير باسم جوليو سيزار (ولد في 20 أكتوبر 1979) لاعب كرة قدم برازيلي سابق كان يجيد اللعب في خط الوسط وسبق له اللعب لصالح نادي الخور في قطر.